# Joan de Joanes

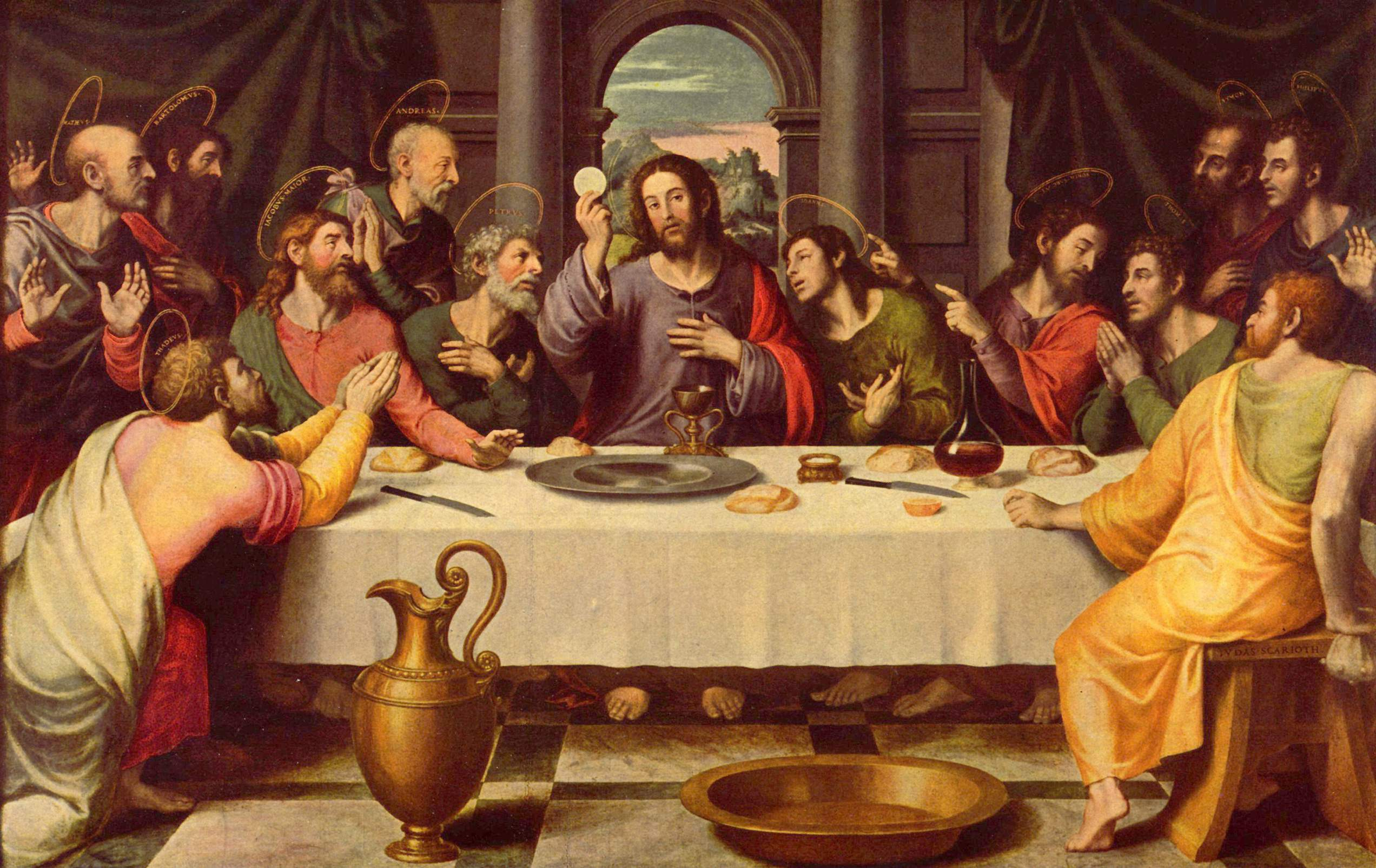
El Sant Sopar (h. 1550), Museu del Prado

Joan de Joanes (La Font de la Figuera, c. 1507- Bocairent, 1579), nom pel qual es coneix Joan Vicent Macip, va ser un pintor valencià del Renaixement, fill de Vicent Macip. Les seues primeres obres, les va realitzar junt amb son pare, cosa que ha creat seriosos problemes d'autoria entre ambdós, sobretot en els panells del Retaule de la catedral de Sogorb. Després de 1550, la polèmica se simplifica, ja que, mort el pare, tots els llenços atribuïts a l'un o a l'altre són obra seua.
En la València de la seua època va ser el pintor de més rellevància. Dedicat fonamentalment a la iconografia religiosa —va ser anomenat el "segon Rafael"—, entre les seues obres destaquen El Sant Sopar, Sant Sebastià en la sinagoga, La Sagrada Família i la Immaculada Concepció, que és considerada com la seua obra més famosa, predecessora de la tipologia iconogràfica que Pacheco, en el seu Art de la pintura, exposarà com a canònica.
Representant del Renaixement valencià en una època certament convulsa per motius religiosos i polítics, Joanes va aconseguir crear un estil propi i uns "tipus iconogràfics" que serien repetits fins a l'avorriment pels seus seguidors (són importants els seus "Salvadors Eucarístics" o les seues "Doloroses"), que establixen un abans i un després en l'art valencià i el convertixen en el millor representant d'aquest ambient prereformista de mitjan segle xvi.
La seua obra va ser continuada per diversos pintors, com el seu fill Vicent Joanes (també conegut com a Vicent Macip Comes), les seues filles Dorotea Joanes i Margarida Joanes, Nicolau Borràs o Nicolau Factor. L'estil dels seus seguidors no va ser gaire apreciat pels mecenes de l'època, sobretot pel patriarca Joan de Ribera, però tot i així van ser un referent pictòric important.

## Llista d'obres
- Don Luís Castellà de Vilanova (1560) (Museo del Prado)[3]
- Salvador amb l'hòstia i el Sant Calze (101 x 63 cm, Museu de Belles Arts de Budapest; la suposada relíquia del Sant Calze es troba a la catedral de València)
- El Sant Sopar (diverses versions)
- Sant Sebastià a la sinagoga
- Retaule de l'església parroquial de Sant Esteve de València, cap a 1562 (Museu del Prado)
- Mare de Déu amb l'infant, Sant Joan baptista i Sant Joan (Museu de l'Hermitage, Sant Petersburg)
- Sant Vicent Ferrer (Museu de l'Hermitage, Sant Petersburg)
- L'Anunciació de santa Anna (Museu de l'Hermitage, Sant Petersburg)
- La processó al mont Gargano (Museu de Belles Arts de Pau, França)
- La Sagrada Família (diverses versions) i
- La Immaculada Concepció, considerada la seua obra més cèlebre.
- Calavera o Memento mori (Museu de Belles Arts de València).

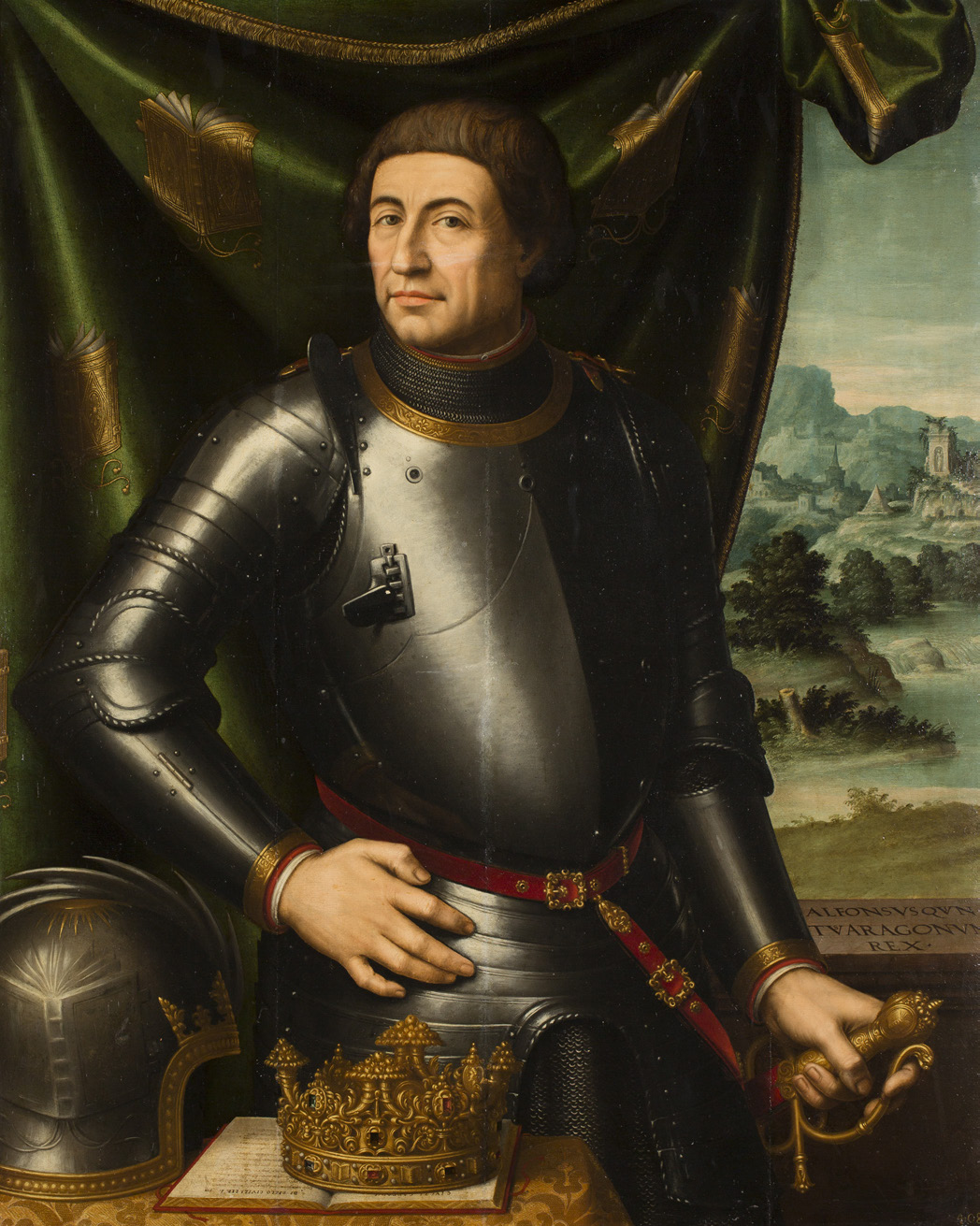
Alfons el Magnànim"
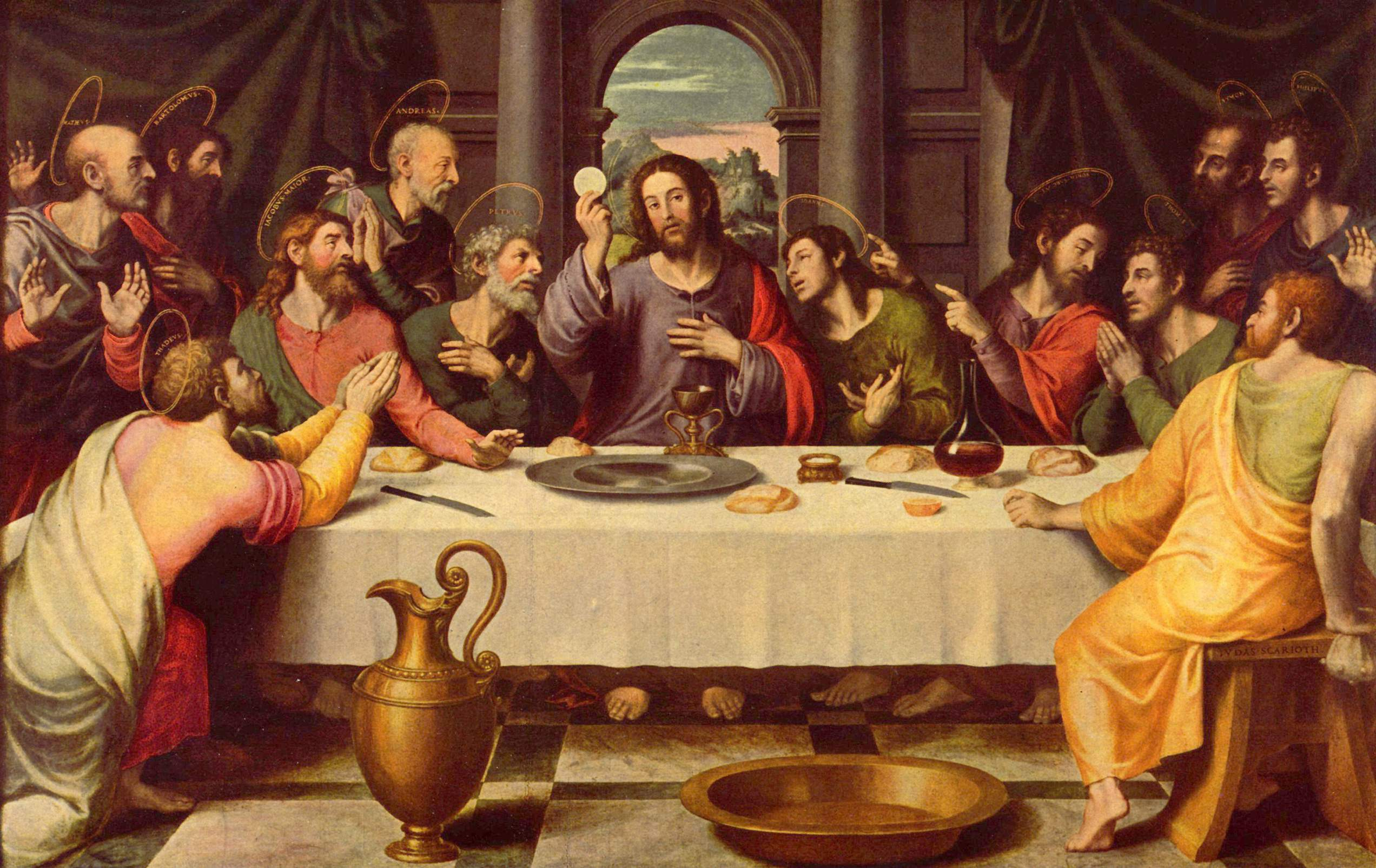
"El Sant Sopar", Museu del Prado
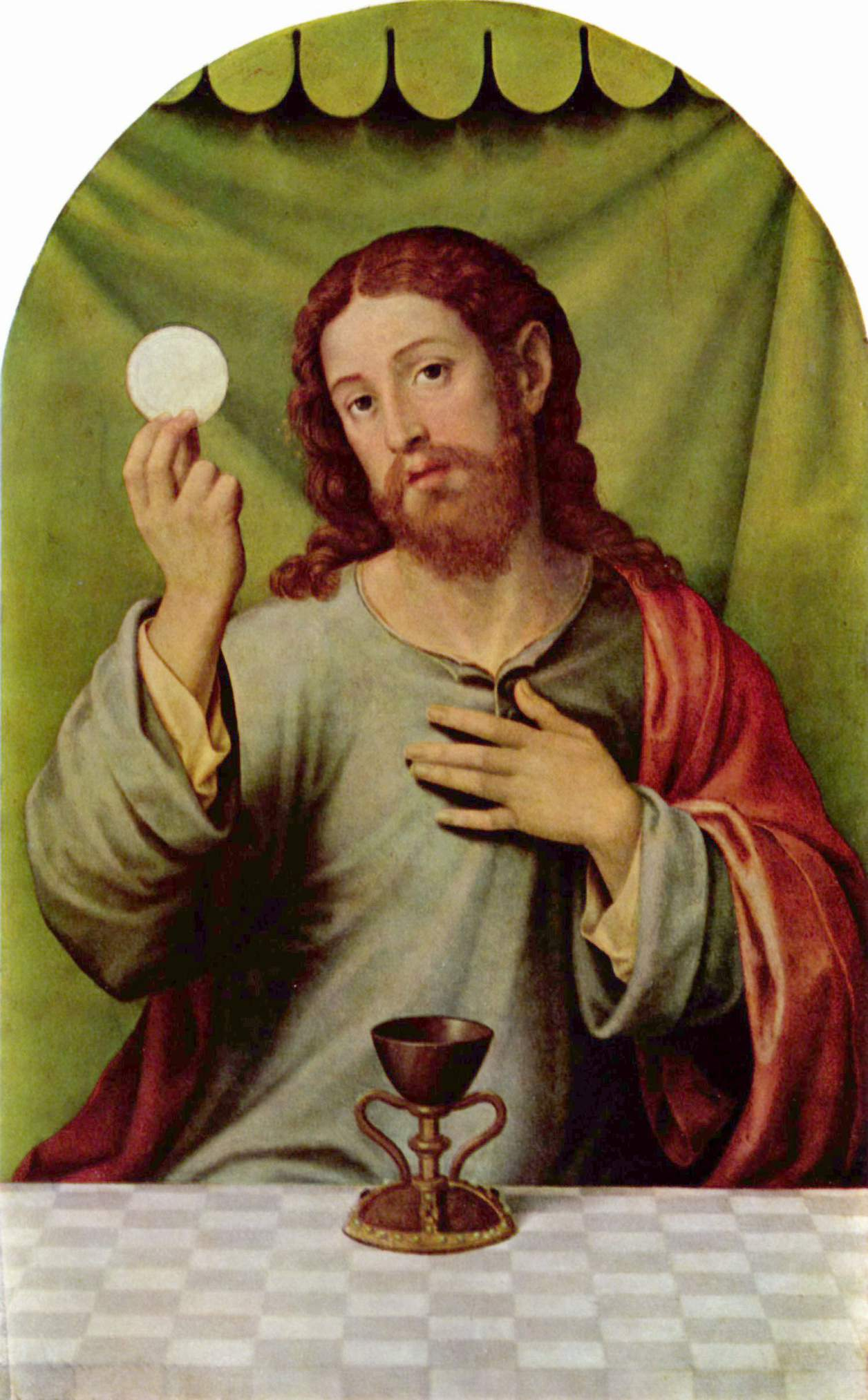
Salvador amb l'hòstia i el Sant Calze" (101 x 63 cm), Museu de Belles Arts de Budapest
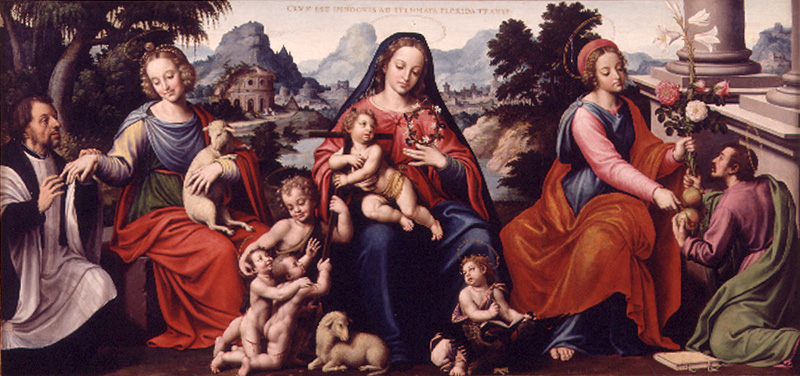
Bodes místiques del venerable Agnesi", Museu de Belles Arts de València